# 巴特拉尔
巴德拉尔（德語：Bad Laer，德語發音：[batˈlɑːʁ]]）是德国下萨克森州的一个市镇。总面积46.81平方公里，总人口9092人，其中男性4506人，女性4586人（2011年12月31日），人口密度194人/平方公里。